# مانويل سواريز خيمينيز
مانويل سواريز خيمينيز (بالإسبانية: Manuel Suárez Jiménez) هو لاعب كرة قدم ومدرب رياضي تشيلي وإسباني، ولد في 28 فبراير 1972 في سانتياغو في تشيلي. لعب مع يونيون إسبانيولا.